# شرق النير (الدوادمي)
شرق النير، هي قرية من فئة (أ) تقع في محافظة الدوادمي، والتابعة لمنطقة الرياض في السعودية. وتبعد شرق النير عن محافظة الدوادمي بمسافة تقارب () كم.